# Средњошколски центар „Милорад Влачић” Власеница
Средњошколски центар „Милорад Влачић” је носилац средњошколског образовања у општини Власеница. Налази се у улици Светих апостола Петра и Павла 37 у Власеници.

## Историјат
Средњошколски центар „Милорад Влачић” је настао спајањем Гимназије и Школе ученика у привреди 1973, налази се у згради саграђеној 1981. године. Данас образује 290 ученика у профилима гимназија, економски техничар, банкарски техничар, физиотерапеутски техничар, шумарски и пољопривредни техничар. Садржи четрдесет и девет радника. Располаже са 4900m² корисног простора са двадесет и три учионице – кабинета, фискултурном двораном капацитета четиристо мјеста, три асфалтирана игралишта и радионицама за практичну наставу. Капацитет центра је 1400 ученика, општинска стипендија је обезбеђена за ученике првог разреда гимназије, стипендија Владе Републике Српске за дефицитарно занимање бравар–заваривач, бесплатан превоз из свих околних мјеста и општина, бесплатни уџбеници за стручне школе и од новембра бесплатна школа скијања. Садрже Ученичке клубове, ботаничку башту, музичку собу, сликарски атеље, СТЕАМ лабораторију и различите секције, као и образовне профиле Гимназија – општи смјер, Здравство – физиотерапеутски техничар и фармацеутски техничар, Економија, право и трговина – царински техничар и Машинство и обрада метала – бравар–заваривач.